# Réservoir de la Möhne
Le réservoir de la Möhne est un lac artificiel de Rhénanie-du-Nord-Westphalie, situé à environ 45 km à l'est de Dortmund. Le barrage est construit entre 1908 et 1913 pour aider à prévenir les inondations, contrôler le niveau d'eau de la Ruhr en aval et produire de l'électricité. Le lac est formé en barrant deux rivières, la Möhne et la Heve. Avec ses quatre bassins, il peut contenir jusqu'à 135 000 000 m3 d'eau.

## Histoire

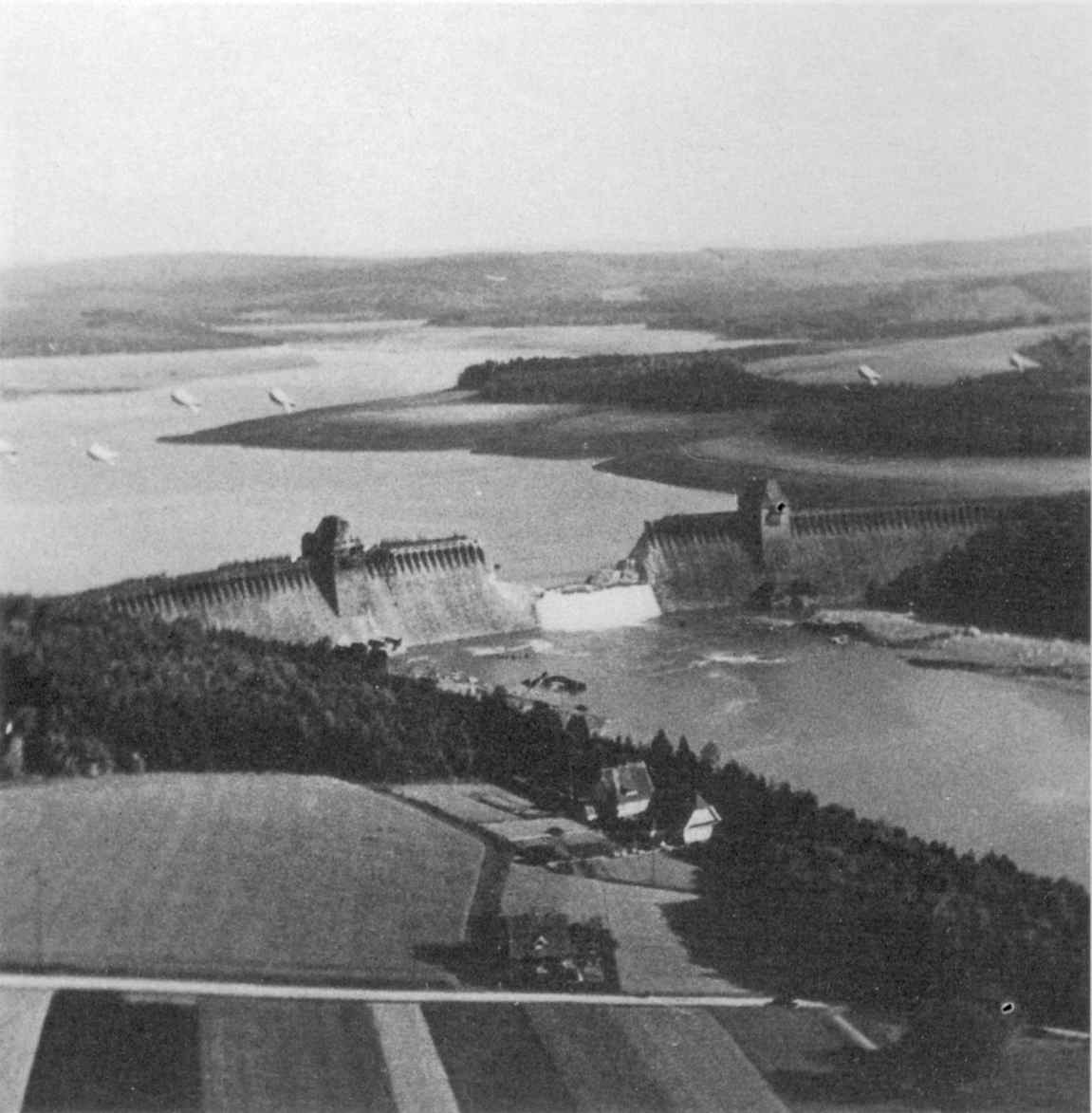
Barrage de la Möhne après l'attaque britannique du 17 mai 1943

Le barrage fut détruit par les bombardiers britanniques de la Royal Air Force, surnommés les Dambusters dans la nuit du 16 au 17 mai 1943, au cours de l'opération Chastise, avec le barrage d'Edersee dans le nord de la Hesse. Des bombes spéciales furent mises au point pour rebondir par ricochet au-dessus de la surface afin de contourner les filets de protection sous-marins destinés à arrêter les torpilles. Résultat : une brèche immense de 77 × 22 m fut percée dans le barrage, créant une monstrueuse inondation qui tua entre 1 200 et 1 600 personnes dont 749 prisonniers de guerre ukrainiens. L'effet sur l'effort de guerre allemand fut cependant minimal, le barrage ayant été complètement réparé en octobre 1943.
Les Briseurs de barrages (The Dam Busters) est un film britannique (1955) qui retrace cette aventure alliée.